# قرطاج للطيران
قرطاج للطيران (بالفرنسية Karthago Airlines) (رمز إياتا : 5R, رمز إيكاو: KAJ)هي شركة طيران تونسية تابعة لمجموعة كرطاقو التي يملكها بلحسن الطرابلسي (صهر الرئيس السابق زين العابيدين بن علي). أول رحلة تجارية لها كانت يوم 22 مارس 2002.
بلغ حجم معاملاتها 50 مليون يورو في 2005 (+ 21,4%) بمرابيح قدرت ب 3 ملايين يورو (+ 25%). تتقاسم السوق التونسي (20% من الحصص) مع الشركة الخاصة الطيران الجديد تونس (32%) والشركة الوطنية الخطوط الجوية التونسية (48%).
تعمد الشركة عادة إلى كراء طائرات لتلبي سفراتها المركزة أساسا على وجهات أوروبية وتتمحور نشاطاتها حول جربة. يتكون اسطولها حاليا من 6 بوينغ 737-300.